# Gondiães (Vila Verde)
Gondiães é uma povoação portuguesa do Município de Vila Verde que foi sede da extinta Freguesia de Gondiães, freguesia que tinha 3,27 km² de área e 347 habitantes (2011), e, por isso, uma densidade populacional de 106,1 hab/km².
A Freguesia de Gondiães foi extinta (agregada) em 2013, no âmbito de uma reforma administrativa nacional, tendo o seu território sido agregado ao das Freguesias de Pico de Regalados e de Mós, para formar uma nova freguesia denominada União das Freguesias de Pico de Regalados, Gondiães e Mós.

## População
| População da freguesia de Gondiães | População da freguesia de Gondiães | População da freguesia de Gondiães | População da freguesia de Gondiães | População da freguesia de Gondiães | População da freguesia de Gondiães | População da freguesia de Gondiães | População da freguesia de Gondiães | População da freguesia de Gondiães | População da freguesia de Gondiães | População da freguesia de Gondiães | População da freguesia de Gondiães | População da freguesia de Gondiães | População da freguesia de Gondiães | População da freguesia de Gondiães |
| ---------------------------------- | ---------------------------------- | ---------------------------------- | ---------------------------------- | ---------------------------------- | ---------------------------------- | ---------------------------------- | ---------------------------------- | ---------------------------------- | ---------------------------------- | ---------------------------------- | ---------------------------------- | ---------------------------------- | ---------------------------------- | ---------------------------------- |
| 1864                               | 1878                               | 1890                               | 1900                               | 1911                               | 1920                               | 1930                               | 1940                               | 1950                               | 1960                               | 1970                               | 1981                               | 1991                               | 2001                               | 2011                               |
| 291                                | 269                                | 241                                | 242                                | 248                                | 253                                | 312                                | 302                                | 328                                | 338                                | 313                                | 423                                | 377                                | 418                                | 347                                |

## Enquadramento Geográfico
A freguesia de Gondiães localiza-se a Norte da sede concelhia, da qual dista 5 km. É limitada a Norte por Godinhaços, a Este por Mós, a Sul por Esqueiros, Gême e Travassós e a Oeste por Dossãos e Pedregais. 
Situa-se num vale entre dois montes, a norte o Monte do Borrelho, e a sul o Monte da St.ª Engrácia, de menores dimensões que o do Borrelho. O Monte da St.ª Engrácia é caracterizado por carrasca brava, tojo, alguma giesta, pinheiro bravo e eucalipto. No Monte do Borrelho, a abundância de penedia é a sua principal característica, juntamente com vegetação rasteira. Pelas suas vertentes nascem e correm várias linhas de água, que confluem e vão engrossando ao longo dos seus cursos até desaguar no Rio Homem, em Sabariz. A abundância destas águas, ao longo dos séculos, sempre propiciou terras bem irrigadas e férteis para a agricultura e pastorícia. 

## História
O primeiro documento escrito que se conhece sobre esta paróquia data do ano de 1050, muito anterior portanto à formação da nacionalidade portuguesa, altura em que era denominada de "Villa Guandilanes". Este documento remete-nos para uma doação que foi feita ao Mosteiro de Santo Antonino, de Moure, "de parte de meis parentibus in villa Guandilanes sub monte Barriaelio discurrentibus aquis de Rivulo Malo."
A presença humana na freguesia de Gondiães é muito antiga, remontando o V milénio a. C. Essa ancestralidade é testemunhada pela Necrópole Megalítica do Bustelo, distribuída pelos montes do Borrelho e do Moinho Velho. Na freguesia de Gondiães, existem 8 mamoas (2 no monte do Borrelho (Lameiro da Vaca)) e 6 no monte da St.ª Engrácia (Lugar de Portelinhas).
Nas memórias paroquiais de 1758, o abade da freguesia referia que os frutos que os seus moradores colhiam, em maior quantidade, era o milho grosso ou maíz, centeio, feijão e milho branco, embora o mais abundante fosse o milho grosso. Apesar de a agricultura já não ter a mesma importância económica de outrora (é apenas para consumo familiar) as suas águas ainda hoje são habilmente conduzidas para represas e outros sistemas e canais de rega, especialmente na primavera e verão. Estes cursos de água foram também de grande importância para a moagem de cereais, especialmente de milho. Em meados do séc. XVIII, o abade da freguesia referia que ao longo dos ribeiros havia nove moinhos e um lagar de azeite. Hoje, ainda os podemos encontrar, uns em melhor estado de conservação que outros, mas apenas um a laborar. Também existe um engenho de linho, um alambique e mais um lagar de azeite, todos em estado de degradação. Referia ainda o mesmo abade que nos montes da freguesia não havia criação de gado nem de animais de caça. O Monte da St.ª Engrácia dava cada ano uma dúzia de perdizes e o Monte do Borrelho dava algumas manadas de perdizes e alguns coelhos, aparecendo também várias vezes lobos. Hoje, faz-se o repovoamente destes montes com coelhos e perdizes, mas também se caçam javalis e raposas. 
Durante a década de sessenta do século passado foi encontrado, na Leira da Cachada, um pote de barro com 2000 moedas de bronze do período dos imperadores romanos Constantino e Petrónio Máximo. Também no lugar da Costa, fragmentos cerâmicos indicam estar perante um povoado da Idade do Bronze. 

Pertenceu ao concelho de Pico de Regalados, e quando este foi extinto, por decreto de 24 de Outubro de 1855, passou para o concelho (atual município) de Vila Verde.

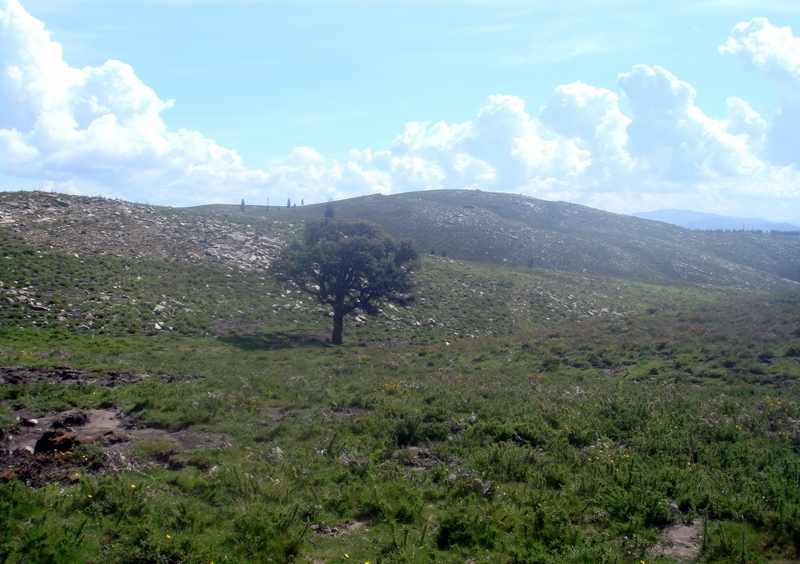
Monte do Borrelho, Gondiães

## Património
- Igreja de Gondiães (São Mamede)
- Capela e Casa de Serrazim
- Mamoas (8) - Monte da St.ª Engrácia e Monte do Borrelho (Necrópole Megalítica do Bustelo)
- Moinhos de água, lagares de azeite, alambique e engenho de linho

## Lugares
Além da sede, a Freguesia de Gondiães tinha os seguintes lugares:
- Agrela, Airó, Barroco, Bouça da Devesa, Bouça do Mato, Boucinhas, Brufe, Costa, Devesa, Igreja, Pomar de Lado, Portela, Portelinhas, Quintarelhas, Serrazim, Tarrio, Ventosa